# Municipio de West Des Moines
El municipio de West Des Moines (en inglés: West Des Moines Township) es un municipio ubicado en el condado de Mahaska en el estado estadounidense de Iowa. En el año 2010 tenía una población de 170 habitantes y una densidad poblacional de 3,27 personas por km².

## Geografía
El municipio de West Des Moines se encuentra ubicado en las coordenadas 41°11′40″N 92°42′54″O / 41.19444, -92.71500. Según la Oficina del Censo de los Estados Unidos, el municipio tiene una superficie total de 52.03 km², de la cual 51,32 km² corresponden a tierra firme y (1,37 %) 0,71 km² es agua.

## Demografía
Según el censo de 2010, había 170 personas residiendo en el municipio de West Des Moines. La densidad de población era de 3,27 hab./km². De los 170 habitantes, el municipio de West Des Moines estaba compuesto por el 99,41 % blancos, el 0,59 % eran afroamericanos. Del total de la población el 0 % eran hispanos o latinos de cualquier raza.